# La Mulilla
La Mulilla es una conjunto escultórico situado en la ciudad española de Albacete.
Representa dos caballos trotando a tamaño natural que simbolizan la gran vinculación de la Feria de Albacete con el mundo equino desde sus orígenes. Se encuentra elevada sobre un pedestal que constituye su base.
Fue inaugurada en 2010 por la alcaldesa de Albacete Carmen Oliver con motivo de la celebración del tercer centenario de la confirmación de la Feria de Albacete. 
Está localizada en el entorno del Recinto Ferial de Albacete y de los Ejidos de la Feria, entre la Circunvalación de Albacete y la avenida de los Toreros, al oeste de la capital albaceteña.